# La Saga de Gunnlöð
La Saga de Gunnlöð est un roman de l'écrivaine islandaise Svava Jakobsdóttir, publié en version originale en 1987 et pour la traduction française en 2002. C'est à la fois un roman policier, féministe, mythologique, et un roman sur la folie.

## Résumé
Dis, jeune Islandaise, est arrêtée au Musée national du Danemark alors qu'elle s'apprête à voler un vase en or de l'âge du bronze. Sa mère Svava qui est la narratrice du livre, essaye de la sortir de prison en la faisant passer pour une malade mentale. Dis pense en effet avoir repris l'urne en or qui contient l'hydromel poétique volée par Odin à sa gardienne Gunnlöð. L'histoire contemporaine s'entremêle peu à peu complètement aux mythes de l'Edda, plus ou moins revisités.

## Analyse
Le roman baigne constamment dans la mythologie nordique, sans toutefois lui être fidèle. Le chercheur Patrick Guelpa remarque en particulier que les dieux Odin et Loki bénéficient d'une image bien plus favorable que dans l'Edda. Gunnlöð n'est plus une géante mais une prétresse semblable à une norne, qui dispense l'hydromel aux rois, hydromel dont la fonction est également totalement différente.

## Réception critique
Le roman est traduit en Français en 2002 par Régis Boyer.